# Aderyn y Corff
Aderyn y Corff (en español, ave del cadáver) es una criatura mítica del folclore galés, descrita como un ave fantasmal que presagia la muerte. Según la tradición, aparece frente a la casa de una persona que está a punto de fallecer y emite un grito que recuerda la palabra galesa dewch (venid), interpretado como una llamada a las almas o una invitación al más allá.
Se dice que el Aderyn y Corff no posee plumas ni alas, lo que lo aparta de cualquier ave natural. Algunas versiones afirman que es invisible, audible solo por quienes están próximos a morir o por ciertos "videntes" galeses (cyfarwydd), personas con dones proféticos. En otras versiones, se manifiesta como una figura oscura que planea cerca de los tejados o se posa silenciosamente sobre el quicio de una puerta.
El ave aparece en al menos dos ocasiones en la versión galesa de la Biblia, lo que ha llevado a varios autores del siglo XIX a considerar que su presencia en el folclore pudo haber sido reforzada por la religión popular. Una de las fuentes más importantes que la menciona es British Goblins (1881), obra de Wirt Sikes, recopilador de mitología y supersticiones galesas.

## Interpretaciones populares
Aunque para muchos galeses del pasado el Aderyn y Corff era una criatura real, algunos estudios posteriores han planteado que los testimonios podrían referirse a avistamientos de aves nocturnas como el autillo europeo o el mochuelo común, cuyo canto lastimero y repetitivo se podía escuchar durante la noche. Estas aves podrían haber sido vistas como manifestaciones del más allá, sobre todo si se presentaban coincidiendo con una muerte inminente.
No obstante, el simbolismo del Aderyn y Corff va más allá de la explicación zoológica. Representa una figura liminal, vinculada a la frontera entre la vida y la muerte, un arquetipo común en la mitología celta. A diferencia de psicopompos más conocidos como Anubis o Caronte, este ave no guía las almas sino que anuncia el tránsito. En algunas aldeas, se creía que su llamada no podía ser oída por quienes iban a morir, sino por los familiares más cercanos, lo que reforzaba su papel como señal anticipada del luto.

## Paralelismos en el folclore celta
El folclore de las islas británicas contiene múltiples criaturas asociadas al presagio de muerte. Por ejemplo:
- La banshee irlandesa, que grita cuando alguien está por morir.
- El cyhyraeth, también galés, que emite gemidos lastimeros antes de una muerte.
- El cŵn annwn, perros sobrenaturales que ladran durante cacerías fantasmales asociadas al otro mundo.

Todas estas figuras comparten con el Aderyn y Corff su carácter de anunciadores del destino y su conexión con el mundo espiritual. Esta obsesión con los presagios es típica del pensamiento mágico céltico, donde los límites entre la vida, la muerte y lo sobrenatural están difuminados.

## Legado y representaciones
Aunque hoy el Aderyn y Corff es una figura menos conocida que otros seres del folclore europeo, sigue siendo objeto de estudio en el campo de la mitología celta y ha aparecido ocasionalmente en literatura gótica, poemas galés modernos y dramatizaciones folclóricas.
En el contexto de la recuperación cultural del galés y sus tradiciones, algunos estudiosos han sugerido su inclusión en proyectos educativos, obras de teatro y literatura infantil como un modo de reconectar con las raíces narrativas del país.